# Trachelospermum assamense
Trachelospermum assamense är en oleanderväxtart som beskrevs av R. E. Woodson. Trachelospermum assamense ingår i släktet Trachelospermum och familjen oleanderväxter. Inga underarter finns listade i Catalogue of Life.